# تیملکام
تیملکام (به آلمانی: Timelkam) یک منطقهٔ مسکونی در اتریش است که در ناحیه وکلابروک واقع شده‌است. تیملکام ۱۸ کیلومتر مربع مساحت دارد ۴۵۴ متر بالاتر از سطح دریا واقع شده‌است.